# زالمباخ
زالمباخ (به فرانسوی: Salmbach) یک کمون در فرانسه با جمعیت ۵۹۰ نفر است که در Canton of Lauterbourg واقع شده‌است.